# Coeriana dubia
Coeriana dubia är en fjärilsart som beskrevs av W. Warren 1891. Coeriana dubia ingår i släktet Coeriana och familjen nattflyn. Inga underarter finns listade i Catalogue of Life.